# هارکله محمدجعفر
هارکله محمدجعفر، روستایی از توابع بخش مرکزی شهرستان لالی در استان خوزستان ایران است.

## جمعیت
این روستا در دهستان سادات قرار دارد و براساس سرشماری مرکز آمار ایران در سال ۱۳۸۵، جمعیت آن ۱۳۷ نفر (۲۱خانوار) بوده‌است.